# Очеретько, Иван Данилович
Иван Данилович Очеретько (15 сентября 1908, Попельнастое, Екатеринославская губерния — 1 февраля 1989, Александрия, Кировоградская область) — старший лейтенант Советской армии, участник Великой Отечественной войны, Герой Советского Союза (1943).

## Биография
Родился 15 сентября 1908 года в селе Попельнастое (ныне — Александрийский район Кировоградской области Украины). После окончания шести классов школы работал в колхозе.
В июне 1941 года Очеретько был призван на службу в Рабоче-крестьянскую Красную Армию. С июля того же года — на фронтах Великой Отечественной войны. В боях был ранен. К сентябрю 1943 года старший лейтенант Иван Очеретько командовал ротой 615-го стрелкового полка 167-й стрелковой дивизии 38-й армии Воронежского фронта. Отличился во время битвы за Днепр.
В ночь с 25 на 26 сентября 1943 года рота Очеретько одной из первых переправилась через Днепр в районе села Вышгород Киевской области Украинской ССР и очистила остров от противника, уничтожив около 50 солдат и офицеров противника. 29 сентября 1943 года рота успешно переправилась на западный берег и захватила плацдарм, отразив 11 немецких контратак и уничтожив около 150 вражеских солдат и офицеров. В тех боях Очеретько вновь был ранен, но продолжал сражаться, пока не получил очередной ранение, на сей раз тяжёлое.
Указом Президиума Верховного Совета СССР от 29 октября 1943 года за «мужество, отвагу и героизм, проявленные в борьбе с немецкими захватчиками», старший лейтенант Иван Очеретько был удостоен высокого звания Героя Советского Союза с вручением ордена Ленина и медали «Золотая Звезда».
В 1948 году Очеретько был уволен в запас. Проживал и работал сначала на родине, затем в Александрии. Скончался 1 февраля 1989 года.
Был также награждён орденами Отечественной войны 1-й степени и Красной Звезды, рядом медалей.
Племянница И.Д. Очеретько в настоящее время проживает в Ярославле.